# Vulnéraire des montagnes
Anthyllis montana
Espèce
Classification phylogénétique
Statut de conservation UICN

 LC  : Préoccupation mineure
 France 
La Vulnéraire des montagnes ou Anthyllide des montagnes (Anthyllis montana) est une espèce de plantes à fleurs de la famille des Fabacées (ou Légumineuses) et au genre Anthyllis. C'est une plante herbacée vivace trouvée en Europe.

## Description
C'est une plante rampante, à longues feuilles imparipennées, aux fleurs roses en racèmes capitulaires velus portés par de longs pédoncules ascendants à érigés.

## Répartition
Relativement rare, elle pousse presque toujours dans les régions montagneuses du sud de l'Europe (Alpes et Pyrénées surtout).

## Statuts de protection, menaces
L'espèce n'est pas considérée comme étant menacée en France. En 2021 elle est classée Espèce de préoccupation mineure (LC) par l'UICN.
Toutefois localement l'espèce peut se raréfier : elle est considérée Vulnérable (VU) en Bourgogne ; elle est en Danger-critique (CR) en Centre.
L'espèce est protégée en Bourgogne, région Centre, Franche-Comté.

## Remarque
Hypericum nummularium, le Millepertuis à sous est également appelé "Vulnéraire des chartreux" ou simplement "Vulnéraire". Voir l'article.